# Oiartzun
Oiartzun (em basco) ou Oyarzun (em castelhano), Guipúscoa, é uma cidade do País Basco, localizada na Província de Guipúscoa. O topónimo traça a sua origem até ao nome da cidade romana de Oiasso ou Oiarso, uma importante cidade mineira e portuária do Império Romano, localizada no sítio da actual cidade fronteiriça de Irun, cujo nome abrangia toda aquela região. Recebeu foral de cidade do rei Alfonso VIII de Castela, mas levou algumas décadas até a sua independência da cidade de Orereta ser total.

## Pessoas notáveis
O campeão de esqui de montanha Izaskun Zubizarreta Guerendiain nasceu em Oiartzun.

## Geminações
- Carhaix em França.